# Bor, Niğde
Bor là một huyện thuộc tỉnh Niğde, Thổ Nhĩ Kỳ. Huyện có diện tích 1269 km² và dân số thời điểm năm 2007 là 59873 người, mật độ 47 người/km².